# Earle Mack

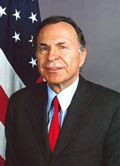
Earle Irving Mack

Earle Irving Mack (* 11. Juli 1939 in New York City) ist ein US-amerikanischer Unternehmer, Diplomat und Filmproduzent. Von 2004 bis 2005 war er Botschafter der Vereinigten Staaten in Finnland.

## Leben
Earle Mack ist einer der vier Söhne des Unternehmers H. Bertram Mack († 1992) und dessen Ehefrau Ruth, geb. Kaufman (1914–2011). Sein Großvater emigrierte 1900 aus der Ukraine in die Vereinigten Staaten. Sein Vater war Inhaber der Mack Company, eines Immobilien- und Investmentkonzerns mit Sitz in Rochelle Park, New Jersey.
Earle Mack studierte an der Drexel University in Philadelphia, wo er 1959 mit dem Bachelor of Science abschloss. Danach diente er als Second Lieutenant in der Infanterie der U.S. Army. Als Reservist war er First Lieutenant der  U.S. Army Infantry und Military Police. Nach dem Militärdienst setzte er seine Studien 1961 an der Fordham Law School der Fordham University fort. 1963 trat er in das Familienunternehmen ein, wo er zuletzt Senior Partner und Chief Financial Officer war. 1997 fusionierte die Mack Company mit Cali Realty Corporation zu dem Unternehmen Mack-Cali Realty Corporation NYSE mit Sitz in Cranford. Dessen Board of Directors gehörte Mack bis 2004 an.
Neben seiner unternehmerischen Tätigkeit wirkt Mack als Förderer der Künste und Philanthrop. Er gehörte den Vorständen verschiedener Organisationen an, wie des New York State Council of the Arts (1996–1999), des New York City Ballets (1987–1996 sowie 1999–2004) und des Dance Theater of Harlem (1986–1989). Er produzierte den Dokumentarfilm The Children of Theatre Street (1977) über die Ausbildung an der Waganowa-Ballettakademie in Leningrad. Dafür wurden er und Regisseur Robert Dornhelm 1978 für einen Oscar in der Kategorie Bester Dokumentarfilm nominiert. Weiterhin war Mack als Co-Produzent an Dornhelms Film She Dances Alone (1982) beteiligt, der das Schicksal von Kyra Nijinsky (Tochter des russischen Tänzers Vaslav Nijinsky) thematisiert, sowie an dem Gefängnisdrama Harte Pfeile – Mitten ins Herz (1984). Er koproduzierte das Rock-Musical Stomp (1970) mit Joseph Papp und dem New York State Shakespeare Public Theater und das Broadway-Stück Judgment at Nuremberg (2001) mit dem National Actors Theatre.
Mack ist auch in den Bereichen Pferdezucht und Pferderennen aktiv. Von 1983 bis 1989 war er Vorsitzender der New York State Racing Commission.
Am 28. Mai 2004 wurde Mack unter US-Präsident George W. Bush zum Botschafter der Vereinigten Staaten in Finnland ernannt und überreichte am 10. Juni 2004 das Beglaubigungsschreiben an Tarja Halonen. Am 20. Oktober 2005 endete seine Amtszeit.
Verschiedene Hochschulen verliehen Mack die Ehrendoktorwürde, beginnend 1992 mit dem Doctor of Humane Letters der Yeshiva University. 2011 erhielt er den Doctor of Laws ehrenhalber von der Fordham Law School und den Doctor of Humane Letters vom Daemen College. Die Drexel University, deren geschlossener Alumni-Gesellschaft „The Drexel 100“ er seit 1992 angehört, verlieh ihm zweimal die Ehrendoktorwürde als Doctor of Business Administration (2006) und Juris Doctor (2014).
Mack lebt in Palm Beach. Er ist verheiratet und hat einen Sohn und eine Tochter.

## Filmografie
- 1977: The Children of Theatre Street (Dokumentarfilm)
- 1982: She Dances Alone
- 1984: Harte Pfeile – Mitten ins Herz (Hard Choices)